# Kašče
Kašče je naseljeno mjesto u gradu Ljubuškom, Federacija BiH, BiH.

## Stanovništvo

### 1991.
Nacionalni sastav stanovništva 1991. godine, bio je sljedeći:
ukupno: 81
- Hrvati - 81

### 2013.
Nacionalni sastav stanovništva 2013. godine, bio je sljedeći:
ukupno: 55
- Hrvati - 55